# Хайнрих III фон Шаумбург
Хайнрих фон Шаумбург (на немски: Heinrich III von Schauenburg; † 25 януари 1508) от фамилията на графовете на Холщайн-Пинеберг и Шаумбург, е епископ на Минден като Хайнрих III от 1473 г. до смъртта си през 1508 г.

## Живот
Той е петият син на граф Ото II фон Шаумбург (1400 – 1464) и съпругата му графиня Елизабет фон Хонщайн († 1468), дъщеря на граф Ернст II фон Хонщайн-Клетенберг († 1426) и Анна София фон Щолберг († 1436). Брат е на Адолф X (1419 – 1474), Ерих (1420 – 1492), Антон (1439 – 1526), Ернст I (1430 – 1471), от 1458 г. епископ на Хилдесхайм, Йохан IV (1449 – 1527). Сестрите му са: Анна († 1495), омъжена 1450/1452 за граф Бернхард VII фон Липе († 1511), и на Матилда († 1468), омъжена 1463 за херцог Бернхард II фон Брауншвайг-Люнебург († 1464) и 1466 за херцог Вилхелм фон Брауншвайг-Волфенбютел († 1482).
На 6 май 1473 г. Хайнрих става епископ и е одобрен от папата на 30 юли 1473 г. Едва тогава той е ръкоположен за свещеник и на 1 май 1474 г. за епископ.